# Louise du Royaume-Uni (1848-1939)
Pour les articles homonymes, voir Louise du Royaume-Uni.
Titre
Épouse du gouverneur général du Canada
25 novembre 1878 – 22 octobre 1883
(4 ans, 10 mois et 27 jours)
Signature
La princesse Louise du Royaume-Uni, née le 18 mars 1848 au palais de Buckingham et morte le 3 décembre 1939 au palais de Kensington, est un membre de la famille royale britannique, devenue par mariage duchesse d’Argyll. Elle est vice-reine consort du Canada du 25 novembre 1878 au 22 octobre 1883.

## Biographie

### Jeunesse
Louise est née le 18 mars 1848 à Buckingham Palace . Elle est le sixième enfant et la quatrième fille de la reine Victoria du Royaume-Uni et du prince consort Albert de Saxe-Cobourg-Gotha, ainsi que la sœur cadette de Victoria du Royaume-Uni, d'Édouard VII, d'Alice du Royaume-Uni, d'Alfred de Saxe-Cobourg-Gotha et d'Helena du Royaume-Uni, et la sœur aînée d'Arthur de Connaught, de Léopold d'Albany et de Béatrice du Royaume-Uni. Sa naissance est la première pour laquelle la reine est aidée avec du chloroforme. Le moment de sa naissance coïncide avec le mouvement révolutionnaire que connaît une grande partie de l'Europe, incitant la reine à remarquer que Louise se révélerait être "quelque chose de particulier".

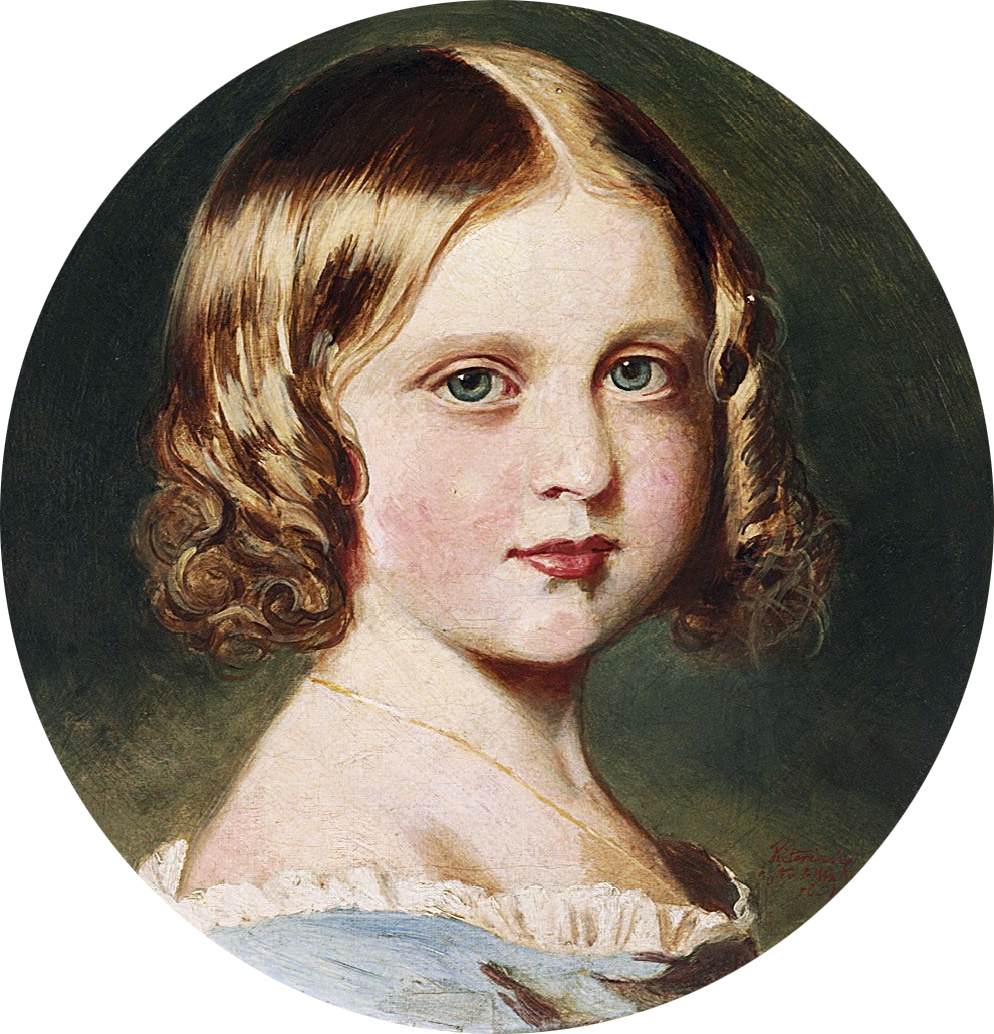
Portrait de la princesse Louise par la reine Victoria d'après un original de Franz Xaver Winterhalter.

Albert et Victoria choisissent les noms de Louisa Caroline Alberta. Elle est baptisée le 13 mai 1848 en la chapelle privée de Buckingham Palace par John Bird Sumner, archevêque de Cantorbéry. Bien qu'elle soit baptisée sous le nom de Louisa, elle est connue sous le nom de Louise toute sa vie. Son parrain est son arrière grand-oncle paternel Gustave de Mecklembourg-Schwerin, et ses marraines sont la duchesse de Saxe-Meiningen Marie-Frédérique de Hesse-Cassel et la cousine de sa mère Augusta de Cambridge. Durant la cérémonie, la duchesse de Gloucester, Marie de Hanovre, oublie où elle se trouve, et se lève soudainement au milieu du service pour s'agenouiller aux pieds de la reine, à la grande horreur de celle-ci.
Comme ses frères et sœurs, Louise est élevée entre les différentes résidences royales que sont le palais de Buckingham, le château de Windsor, le château de Balmoral et Osborne House, avec le programme d'éducation strict conçu par son père et son ami et confident, le baron Stockmar. Les jeunes enfants apprennent donc des compétences pratiques, telles que la cuisine, le jardinage, les tâches ménagères et la menuiserie. Dès ses premières années, Louise est une enfant talentueuse et intelligente, et ses talents d'artiste sont rapidement reconnus . Lors de sa visite à Osborne House en 1863, Hallam Tennyson remarque ainsi que Louise peut "dessiner magnifiquement". En raison de son rang, une carrière artistique n'est pas envisageable. Cependant, la reine lui permet d'abord de fréquenter une école d'art sous la tutelle des sculptrices Susan Durant puis Mary Thornycroft, avant de lui donner, en 1863, l'autorisation d'étudier à la National Art Training School. Louise est également une danseuse habile, et Victoria écrit après un bal que Louise "a exécuté la danse du sabre avec plus de verve et de précision que n'importe laquelle de ses sœurs". Son esprit et son intelligence en font une favorite de son père, et sa nature curieuse lui vaut le surnom de "Little Miss Why".

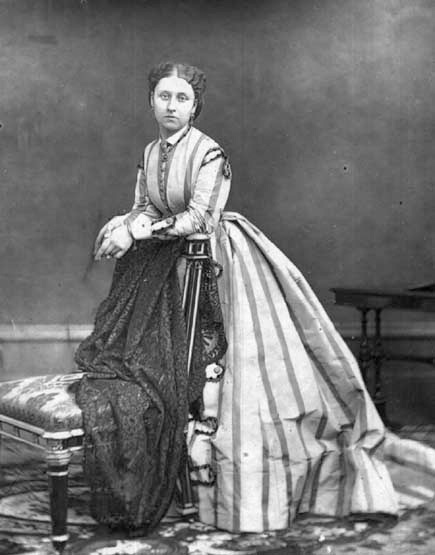
La princesse Louise en novembre 1866.

Le père de Louise meurt à Windsor le 14 décembre 1861. La reine est bouleversée et ordonne à sa cour de déménager de Windsor à Osborne House sur l'île de Wight. L'atmosphère de la cour devient sombre et morbide à la suite de la mort du prince, et les divertissements sont ternes. Louise est rapidement agacée par le deuil prolongé de sa mère. Pour son dix-septième anniversaire en 1865, elle demande l'ouverture de la salle de bal pour marquer ses débuts dans le monde, ce qui n'a pas été fait depuis la mort du prince Albert. Sa demande est refusée, et son ennui irrite sa mère, qui considère Louise comme indiscrète et douée d'un certain esprit de contradiction.
La reine se réconforte en poursuivant de manière rigide les plans du prince Albert pour leurs enfants : la princesse Alice épouse ainsi le prince Louis, futur grand-duc de Hesse, à Osborne House le 1er juin 1862, et en 1863, le prince de Galles épouse la princesse Alexandra de Danemark. La reine établit la tradition que l'aînée de ses filles célibataires devienne sa secrétaire officieuse, un poste que Louise occupe donc en 1866 après le mariage de sa sœur aînée Helena, malgré la crainte de la reine qu'elle soit indiscrète.
Cependant, Louise s'avère efficace, et Victoria écrit : "C'est (et qui l'aurait pensé il y a encore quelques années ?) une précieuse fille intelligente, avec un beau caractère, fort, altruiste et affectueux.". Lorsque Louise tombe amoureuse du tuteur de son frère Léopold, le révérend Robinson Duckworth, de quatorze ans son aîné, la reine réagit en le limogeant en 1870.
Louise s'ennuie à la cour et en remplissant ses devoirs, qui ne sont guère plus que de mineures tâches de secrétariat, comme s'occuper de la correspondance politique de la reine, et en lui tenant compagnie, elle acquiert plus de responsabilités. Elle remplit également sa part d'apparitions publiques et philanthropiques, par exemple en inaugurant le nouveau North Eastern Hospital for Children en 1867 et en baptisant le navire HMS Druid en 1869.

### Mariage
En tant que fille de la reine, Louise est une mariée désirable, d'autant plus qu'elle est considérée comme la plus belle fille de la souveraine par ses biographes contemporains et modernes. Cependant, elle est accusée par la presse, sans justification, d'entretenir des liaisons amoureuses. Ceci, associé à son libéralisme et à son féminisme, incite la reine à lui trouver un mari. Le choix doit convenir aussi bien à Victoria qu'à Louise, et la reine insiste pour que le mari de sa fille habite près d'elle, promesse qui avait également été exigée du mari de sa sœur Helena. Divers prétendants sont présentés par les principales maisons royales d'Europe : la princesse Alexandra propose son frère, le prince héritier Frédéric de Danemark, mais la reine s'oppose fortement à un autre mariage danois qui pourrait contrarier la Prusse à un moment de tension diplomatique à propos de la question du Schleswig-Holstein. Sa sœur aînée, Victoria, avance le riche prince Albert de Prusse, mais la reine désapprouve l'idée d'un autre mariage prussien qui aurait été impopulaire en Angleterre. Le prince Albert est également réticent à s'installer en Angleterre comme requis. Le prince héritier Guillaume des Pays-Bas est également envisagé, mais en raison de son train de vie extravagant à Paris, où il vit ouvertement avec sa maîtresse, la reine met rapidement son veto.

Louise considère le mariage avec un prince comme indésirable et annonce qu'elle souhaite épouser John Campbell, marquis de Lorne, héritier du duché d'Argyll. Aucun mariage entre une princesse et un sujet britannique n'avait été officiellement reconnu depuis 1515, date à laquelle Charles Brandon, duc de Suffolk, épouse la sœur d'Henri VIII, la princesse Marie. Le prince de Galles est fermement opposé à un mariage avec un noble non médiatisé. De plus, le père du marquis, George Campbell, est un ardent partisan de William Ewart Gladstone, et le prince de Galles craint qu'il n'entraîne la famille royale dans des conflits politiques. Néanmoins, l'opposition est écartée par la reine, qui écrit au prince de Galles en 1869 :
Ce à quoi vous vous opposez [que Louise épouse un sujet], est, j'en suis certaine, le meilleur pour le bonheur de Louise et pour la paix et la tranquillité de la famille. Les temps ont changé ; les grandes alliances étrangères sont considérées comme des causes de trouble et d'inquiétude, et ne servent à rien. Quoi de plus douloureux que la position dans laquelle notre famille était placée pendant les guerres avec le Danemark, et entre la Prusse et l'Autriche ? Vous n'êtes peut-être pas au courant comme moi de l'aversion pour les mariages des princesses de la famille royale avec les petits princes allemands (les mendiants allemands comme on les appelait de manière insultante). Quant au rang, je ne vois aucune difficulté ; Louise reste ce qu'elle est, et son mari garde sa position, n'étant traité par la famille comme une relation que lorsque nous sommes ensemble.
La reine affirme que le mariage de Louise avec un sujet apporterait du "sang neuf" dans la famille, alors que tous les princes européens sont liés les uns aux autres. Elle est convaincue que cela renforcerait la famille royale tant moralement que physiquement.

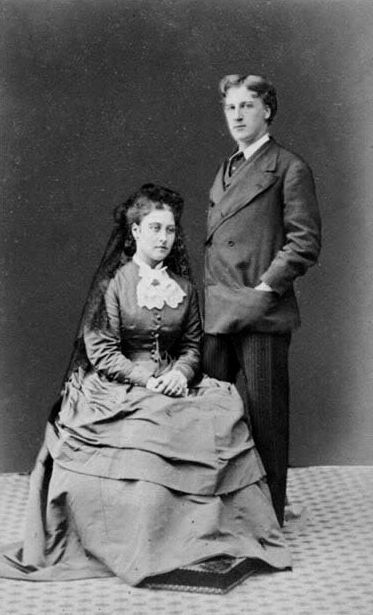
La princesse Louise et le marquis de Lorne lors de leur lune de miel.

Le choix de Louise, considéré comme une entorse à la tradition royale, cause donc la surprise, surtout en Allemagne, et la reine Victoria écrit à la reine de Prusse Augusta de Saxe-Weimar-Eisenach que les princes appauvris des petites maisons allemandes sont "très impopulaires" en Grande-Bretagne et que Lord Lorne, une "personne de distinction" avec "une fortune indépendante" n'est "vraiment pas de rang inférieur à celui des princes allemands de second ordre".
Louise se fiance avec le marquis de Lorne le 3 octobre 1870 alors qu'ils visitent le château de Balmoral. Ce jour-là, le marquis, Louise, le lord chancelier William Wood et la dame d'honneur de la reine Victoria, Lady Ely, partent tous ensemble en promenade. À leur retour, Louise annonce à la reine que Lord Lorne lui a "parlé de sa dévotion" à son égard, et qu'elle a accepté sa proposition, connaissant l'approbation de la reine. La monarque offre un bracelet à Lady Ely pour marquer l'occasion.
La reine a du mal à se séparer de sa fille, confiant dans son journal qu'elle "éprouvait douloureusement l'idée de la perdre". Victoria décide du versement d'une rente à Louise peu de temps avant son mariage.

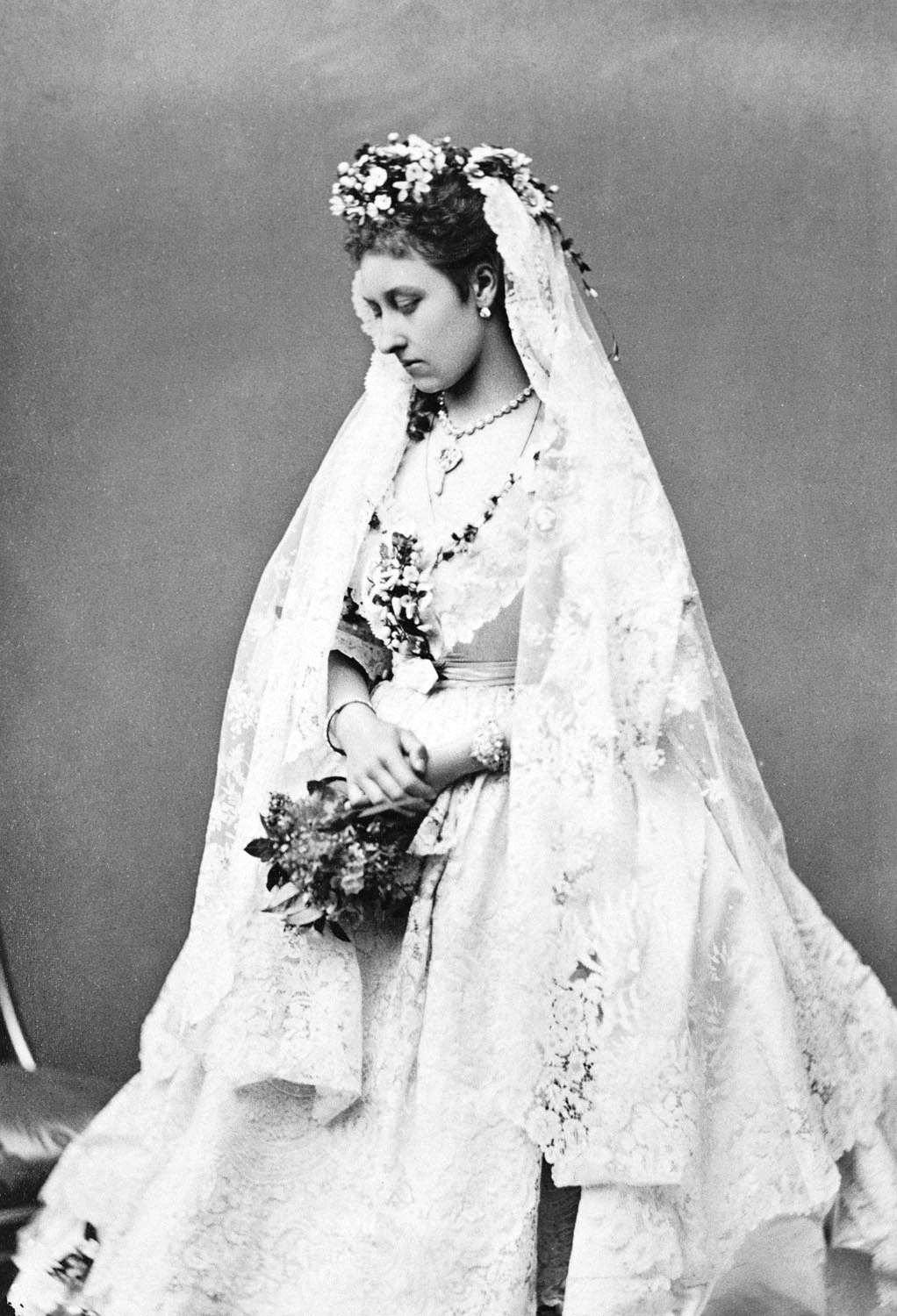
La princesse Louise le jour de son mariage.

La cérémonie a lieu en la chapelle Saint-Georges de Windsor le 21 mars 1871, et la foule à l'extérieur est si grande que, pour la première fois, les policiers doivent former des cordons de sécurité pour garder le contrôle. Louise porte un voile en dentelle d'Honiton qu'elle a elle-même conçu et est escortée par sa mère et ses deux frères aînés, le prince de Galles et le duc d'Édimbourg. À cette occasion, l'habituellement sévère robe de deuil de la reine est relevée par les couleurs de l'ordre de la Jarretière. Après la cérémonie, la reine embrasse Louise et le marquis de Lorne - maintenant une relation de la famille royale, mais toujours un sujet - embrasse la main de la reine.
Le couple passe sa lune de miel à Claremont House dans le Surrey, mais la présence de courtisans les empêchent de parler en privé. Le court séjour de quatre jours ne se passe pas sans une interruption de la reine, curieuse de connaître les réflexions de sa fille sur la vie conjugale.
Après son mariage, Louise poursuit ses activités caritatives et artistiques. En 1871, la Ladies Work Society est fondée à South Audley Street, faisant la promotion de la fabrication et de la vente de travaux d'aiguille et de broderie pour lutter contre la pauvreté : Louise en devient la présidente et imagine certains de leurs produits. La même année, elle devient présidente de la Women's Education Union. Elle est aussi la présidente du Girls' Day School Trust de 1872 à 1939.

### Vie au Canada
En 1878, sur proposition du premier ministre Benjamin Disraeli, la reine Victoria nomme le marquis de Lorne gouverneur général du Canada. Le 15 novembre 1878, le couple quitte Liverpool et arrive à Halifax le 25 novembre.
Bien que la nouvelle qu'une princesse devienne la vice-reine consort du Canada provoque d'abord un "éclatement de joie dans le Dominion", Louise étant perçue comme un lien solide entre les Canadiens et leur souveraine, l'arrivée du nouveau gouverneur général et de son épouse n'est initialement pas bien accueilli par la presse canadienne, qui se plaint de l'imposition de la royauté à la société jusqu'alors roturière du pays. Les relations avec la presse se détériorent encore lorsque le secrétaire particulier du marquis, Francis de Winton, expulse quatre journalistes du train royal. Bien que le couple ne soit pas au courant de l'acte de leur secrétaire, la presse suppose qu'ils le sont, ce qui leur vaut une réputation d'arrogance. Finalement, les inquiétudes d'une cour à l'étiquette rigide s'avèrent infondées, car le couple se montre plus abordable que ses prédécesseurs.
Louise devient donc la première princesse à s'installer à Rideau Hall, la résidence officielle du gouverneur à Ottawa. Cependant, elle est loin de la splendeur des résidences royales britanniques et, comme chaque couple vice-royal l'aménage avec ses propres meubles, et les récupérant à leur départ, le marquis et la marquise de Lorne trouvent le palais vide à leur arrivée. Louise met ses talents d'artiste à contribution et accroche plusieurs de ses aquarelles et peintures à l'huile dans le palais, installant également ses œuvres sculptées.
Les premiers mois de Louise au Canada sont teintés de tristesse lorsque sa sœur préférée, Alice, meurt le 14 décembre 1878. Bien qu'elle ait le mal du pays pour son premier Noël, Louise s'habitue rapidement au climat hivernal, et le traîneau et le patinage deviennent deux de ses passe-temps favoris.

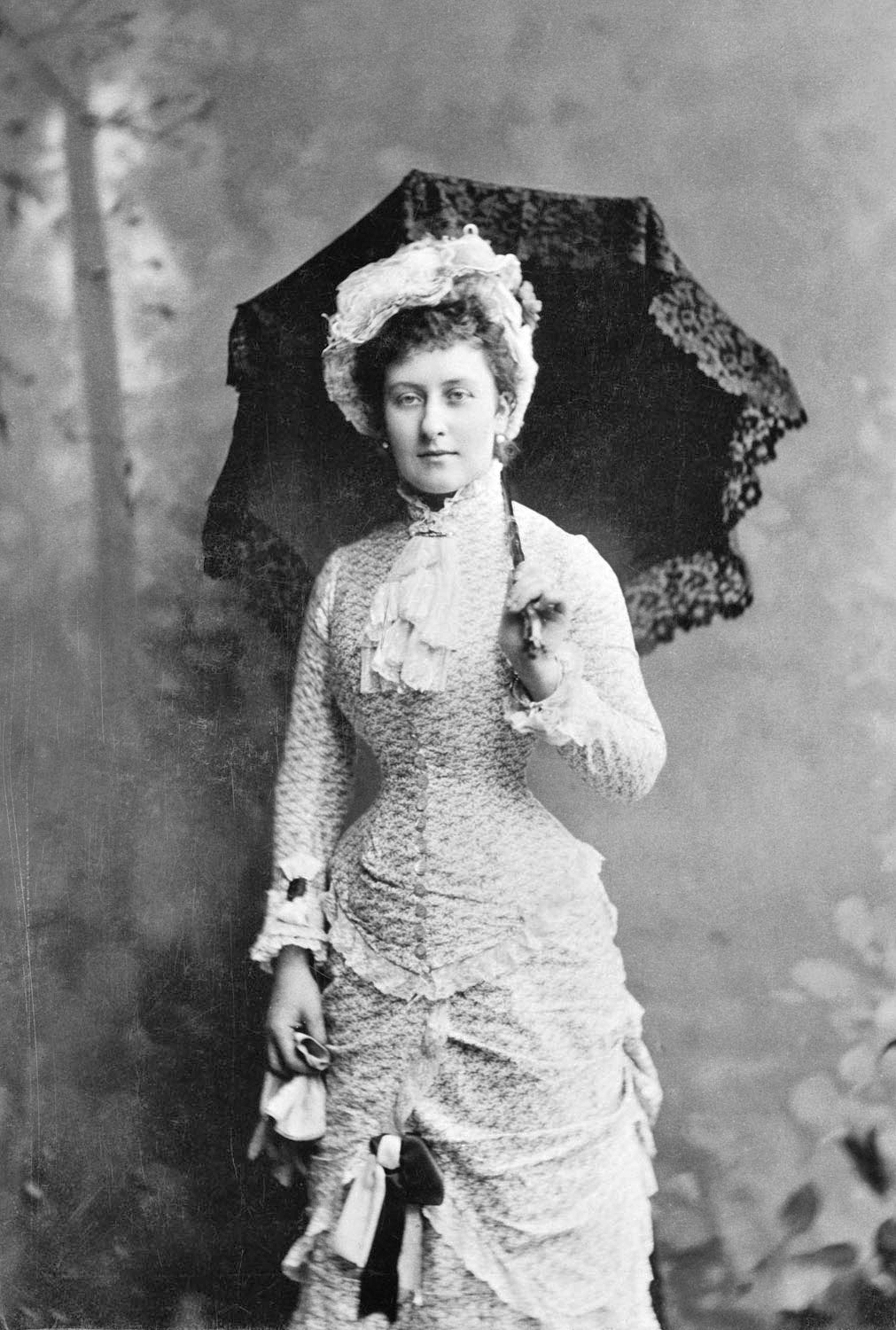
La princesse Louise en 1881.

Au Canada, en tant que représentant direct du monarque, le marquis de Lorne a toujours préséance sur sa femme, de sorte qu'à l'ouverture du Parlement du Canada le 13 février 1879, Louise n'est pas traitée différemment des autres personnes présentes. Elle doit rester debout avec les députés, jusqu'à ce que Lord Lorne leur demande de s'asseoir. Afin qu'il puisse rencontrer tous les députés canadiens, le couple organise des dîners deux fois par semaine pour cinquante personnes. Les divertissements de la cour sont ouverts à tous, toute personne pouvant se permettre les vêtements nécessaires pour y assister étant simplement invitée à signer le livre d'or. Le premier bal d'État de Louise a lieu le 19 février 1879 et elle fait bonne impression lorsqu'elle ordonne la suppression du cordon de soie séparant le couple vice-royal des invités. L'ouverture à tous de la cour est critiquée par certains invités qui se plaignent du bas statut social des autres participants. L'un d'eux est ainsi horrifié de rencontrer son épicier à un bal.
Le couple fonde l'Académie royale des arts du Canada et le Musée des beaux-arts du Canada, et aime visiter Toronto et le Québec, où il établit sa résidence d'été. Louise devient la marraine de la Ladies' Educational Association, de la Woman's Protective Immigration Society, de la Society of Decorative Arts et de l'Art Association, toutes basées à Montréal. L'une de ses sculptures, représentant la reine Victoria, se dresse devant le Royal Victoria College de Montréal, maintenant le Strathcona Music Building de l'université McGill.
Elle joue aussi un rôle majeur dans le développement de l'industrie touristique naissante de la colonie des Bermudes. En effet, en 1883, en raison de sa santé fragile, elle passe l'hiver aux Bermudes, popularisant chez les riches Nord-Américains la mode d'opter pour le climat relativement doux de l'archipel pendant les mois d'hiver. Sa visite attire une telle attention qu'un hôtel somptueux, inauguré en 1885 et destiné à accueillir ces nouveaux visiteurs, est nommé en son honneur le Princess Hotel,,,,.

### Retour au Royaume-Uni
Louise retourne en Grande-Bretagne avec son mari le 27 octobre 1883. La reine Victoria leur alloue un appartement à Kensington Palace, et le couple élit domicile dans la suite qui est la résidence de Louise pour le restant de sa vie. Elle est bouleversée par la mort en 1884 du frère dont elle est la plus proche, Léopold.
Louise reprend ses fonctions publiques en Grande-Bretagne, par exemple en inaugurant les St George's Gardens à Bloomsbury le 1er juillet 1884, et le marquis de Lorne continue sa carrière politique en faisant campagne sans succès pour le siège de Hampstead en 1885. En 1896, il remporte le siège de South Manchester, entrant au parlement en tant que membre du parti libéral. Louise, contrairement à son époux et à son beau-père, est en faveur de l'Irish Home Rule, et est déçue lorsqu'il quitte les libéraux gladstoniens pour le parti libéral unioniste. Les relations entre Louise et Lord Lorne sont tendues et, malgré les tentatives de la reine de les garder sous un même toit, ils vivent souvent séparés. Même lorsqu'il accompagne Louise, le marquis n'est pas toujours favorablement reçu à la cour, et le prince de Galles ne l'aime pas.

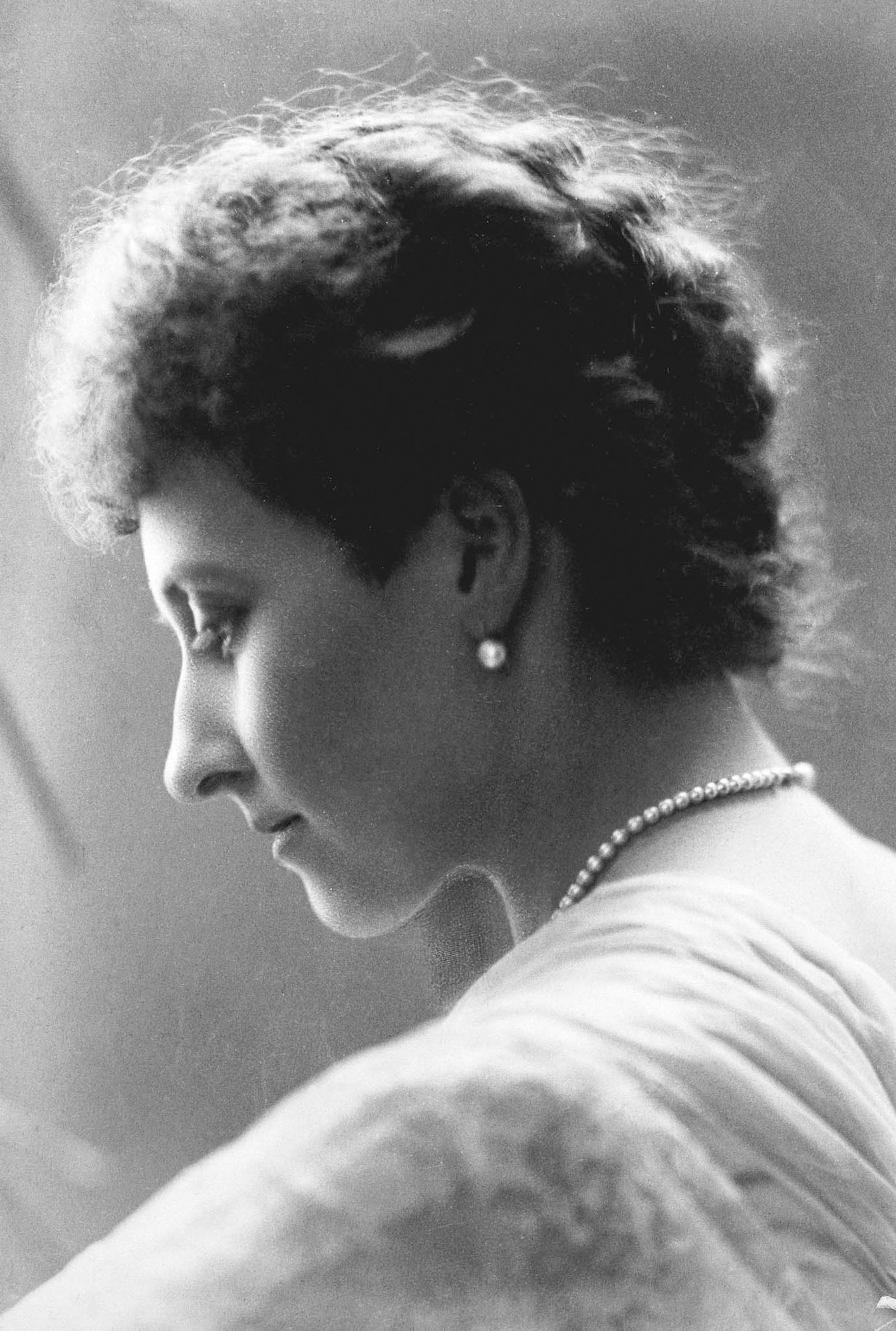
La princesse Louise en mai 1887.

Les relations de Louise avec ses deux sœurs les plus proches de la reine, Béatrice et Helena, sont au mieux tendues. Louise s'est en effet habituée à traiter Béatrice avec pitié à cause du besoin constant de la reine de l'avoir auprès d'elle. Béatrice fait un mariage d'amour avec le prince Henri de Battenberg en 1885, et a quatre enfants. Louise et son mari ne sont quant à eux plus proches et des rumeurs se répandent sur l'homosexualité présumée du marquis de Lorne. Ainsi, sa sœur entretient des relations satisfaisantes avec son mari, et pas elle. Louise, de nature jalouse, a peut-être considéré le prince Henri comme un mari plus approprié pour elle-même. Après la mort du prince en 1896, Louise écrit que : "il était presque le meilleur ami que j'avais - il me manque aussi plus que je ne peux le dire". De plus, Louise tente d'accaparer son défunt beau-frère en proclamant qu'elle était sa confidente et que Béatrice ne signifiait rien pour lui. Cependant, à la mort d'Henri, les relations entre les sœurs s'améliorent tout de même sensiblement, et c'est Louise, plutôt que la reine, qui arrive la première à Cimiez pour être avec Béatrice. Néanmoins, la jalousie de Louise ne disparaît pas complètement. James Reid, le médecin de la reine, écrit à sa femme quelques années plus tard : "Comme d'habitude, Louise est très méprisante envers ses sœurs. J'espère qu'elle ne restera pas longtemps ou elle sèmera encore le trouble !".
Le biographe de Béatrice, Matthew Dennison, affirme que contrairement à sa sœur cadette, Louise reste remarquablement belle tout au long de sa quarantaine.
D'autres rumeurs se répandent selon lesquelles Louise entretiendrait une liaison avec Arthur Bigge, le secrétaire privé adjoint de la reine. Béatrice mentionne les rumeurs au médecin de la reine, les qualifiant de scandale, et le prince Henri affirme avoir vu Bigge boire à la santé de Louise à un dîner. Louise nie la rumeur, affirmant qu'elle a été lancée par Béatrice et Helena pour saper sa position à la cour. Les commérages ne concernent pas qu'Arthur Bigge. En 1890, le sculpteur Sir Joseph Boehm meurt en présence de la princesse dans son atelier, ce qui fait courir le bruit que les deux avaient une liaison. Selon l'historienne Lucinda Hawksley, ils auraient vécu une longue histoire d'amour. Louise est également liée de manière romantique à Edwin Lutyens, à son écuyer, le colonel William Probert, et à un maître de musique inconnu. Cependant, Jehanne Wake, la biographe de Louise, soutient qu'il n'y a aucune preuve substantielle suggérant que Louise ait eu des relations avec quelqu'un d'autre que son mari.
Au cours des dernières années de Victoria, Louise exerce diverses fonctions publiques, telles que l'inauguration d'édifices publics ou la pose de premières pierres. Louise, comme sa sœur aînée Victoria, est libérale et soutient le mouvement des suffragettes, qui est tout à fait contraire aux vues de la reine. Elle correspond avec Josephine Butler et rend visite à Elizabeth Garrett, la première femme britannique ouvertement qualifiée comme médecin.

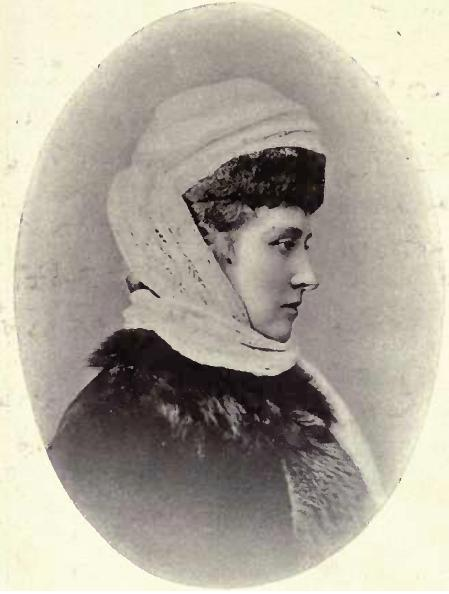
La princesse Louise vers 1900.

Louise est déterminée à être considérée comme une personne ordinaire et non comme un membre de la cour. Lorsqu'elle voyage à l'étranger, elle utilise souvent le nom de "Mrs Campbell". La princesse tient à son intimité et aime ne pas être reconnue. Elle est aussi connue pour sa charité envers les domestiques.
Louise et ses sœurs ont un autre désaccord après la mort de l'amie proche de la reine, Jane Spencer, baronne Churchill. Déterminée à ne pas infliger du chagrin à sa mère, Louise veut que la nouvelle lui soit annoncée progressivement. Cela n'est pas fait, et Louise critique vivement Helena et Béatrice. Un mois plus tard, le 22 janvier 1901, la reine Victoria meurt à Osborne House sur l'île de Wight. Dans son testament, la reine lègue Kent House, sur le domaine d'Osborne, à Louise comme résidence de campagne, et donne Osborne Cottage à Béatrice. Louise et Béatrice sont donc maintenant voisines à la fois à Kensington Palace et à Osborne.

### Époque édouardienne

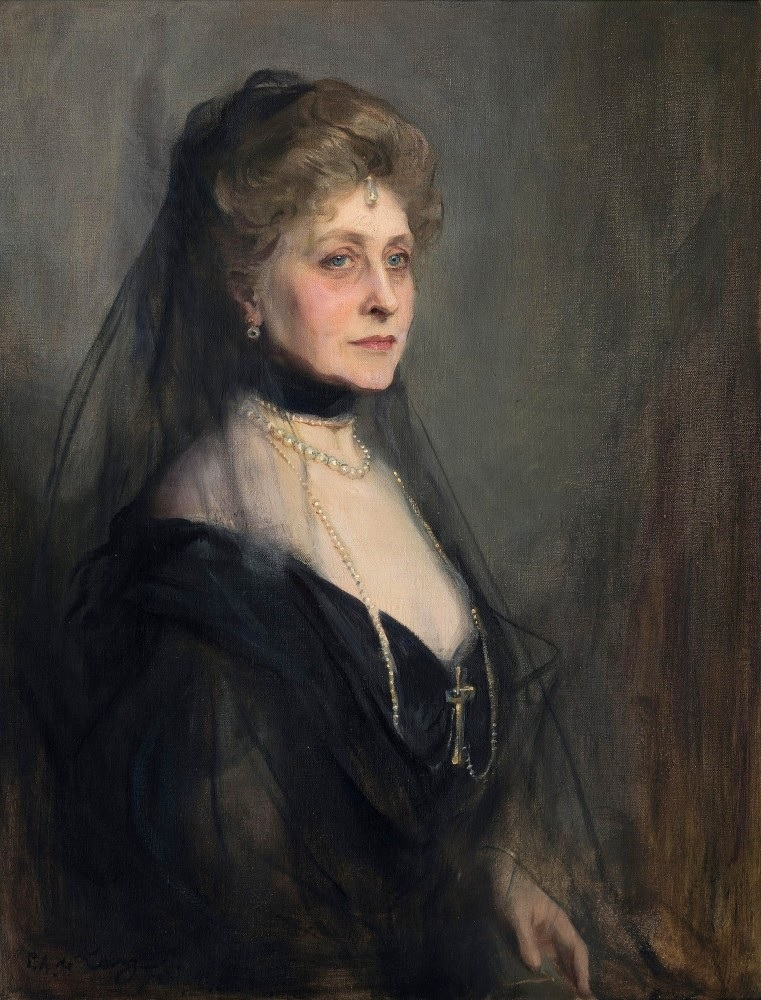
La princesse Louise par Philip de László en 1915.

À la mort de la reine Victoria, Louise fait partie du cercle de son frère, le nouveau roi Édouard VII, dont elle est la sœur préférée, et avec qui elle a beaucoup en commun, notamment le tabagisme. Elle est obsédée par sa forme physique, et si on se moque d'elle pour cela, elle rétorque en disant : "Peu importe, je vous survivrai tous.". Pendant ce temps, son mari, duc d'Argyll depuis 1900, prend possession de son siège à la Chambre des Lords. Le secrétaire aux colonies, Joseph Chamberlain, lui offre le poste de gouverneur général d'Australie cette année-là, mais il décline la proposition. Louise poursuit la sculpture et conçoit en 1902 un mémorial aux soldats coloniaux morts lors de la seconde guerre des Boers. La même année, elle commence une étude de nu d'une femme mariée suggérée par le peintre Sir William Blake Richmond.
Louise passe une grande partie de son temps à Kent House et elle visite fréquemment l'Écosse avec son mari. Les problèmes financiers ne disparaissent pas lorsque son époux devient duc et Louise évite d'inviter le roi au château d'Inveraray, le siège ancestral des ducs d'Argyll, car le couple fait des économies. Du temps de la reine Victoria, il y avait en effet au château soixante-dix serviteurs et soixante-quatorze chiens. Au moment de l'avènement d'Édouard VII, il n'y a plus que quatre serviteurs et deux chiens.
La santé du duc d'Argyll continue de se détériorer. Il devient de plus en plus sénile et Louise le soigne avec dévouement à partir de 1911. Durant ces années, Louise et son mari sont plus proches qu'ils ne l'étaient auparavant. Au printemps 1914, Louise séjourne à Kensington Palace tandis que son mari reste sur l'île de Wight. Il développe des problèmes bronchiques suivis d'une double pneumonie. Louise est appelée en urgence à son chevet le 28 avril 1914, et il meurt le 2 mai. Après sa mort, Louise fait une dépression nerveuse et souffre d'une solitude intense, écrivant peu après à un ami : "Ma solitude sans le duc est assez terrible. Je me demande ce qu'il fait maintenant !".

### Dernières années
Louise passe ses dernières années à Kensington Palace, occupant un appartement à côté de celui de sa sœur la princesse Béatrice. Elle devient en 1923 présidente de la Ladies Lifeboat Guild, de la Royal National Lifeboat Institution. Elle fait aussi des apparitions publiques occasionnelles avec la famille royale, comme au Cénotaphe de Whitehall le 11 novembre 1925. Cependant, sa santé se détériore. En 1935, elle accueille son neveu George V et son épouse Mary de Teck à l'hôtel de ville de Kensington lors des célébrations de leur jubilé d'argent, et est nommée Freeman honoraire de l'arrondissement de Kensington. Sa dernière apparition publique a lieu en 1937, à l'exposition Home Arts and Industries. Entre-temps, son petit-neveu, Édouard VIII, abdique le 11 décembre 1936. Louise écrit alors au premier ministre Stanley Baldwin, sympathisant avec lui au sujet de la crise.

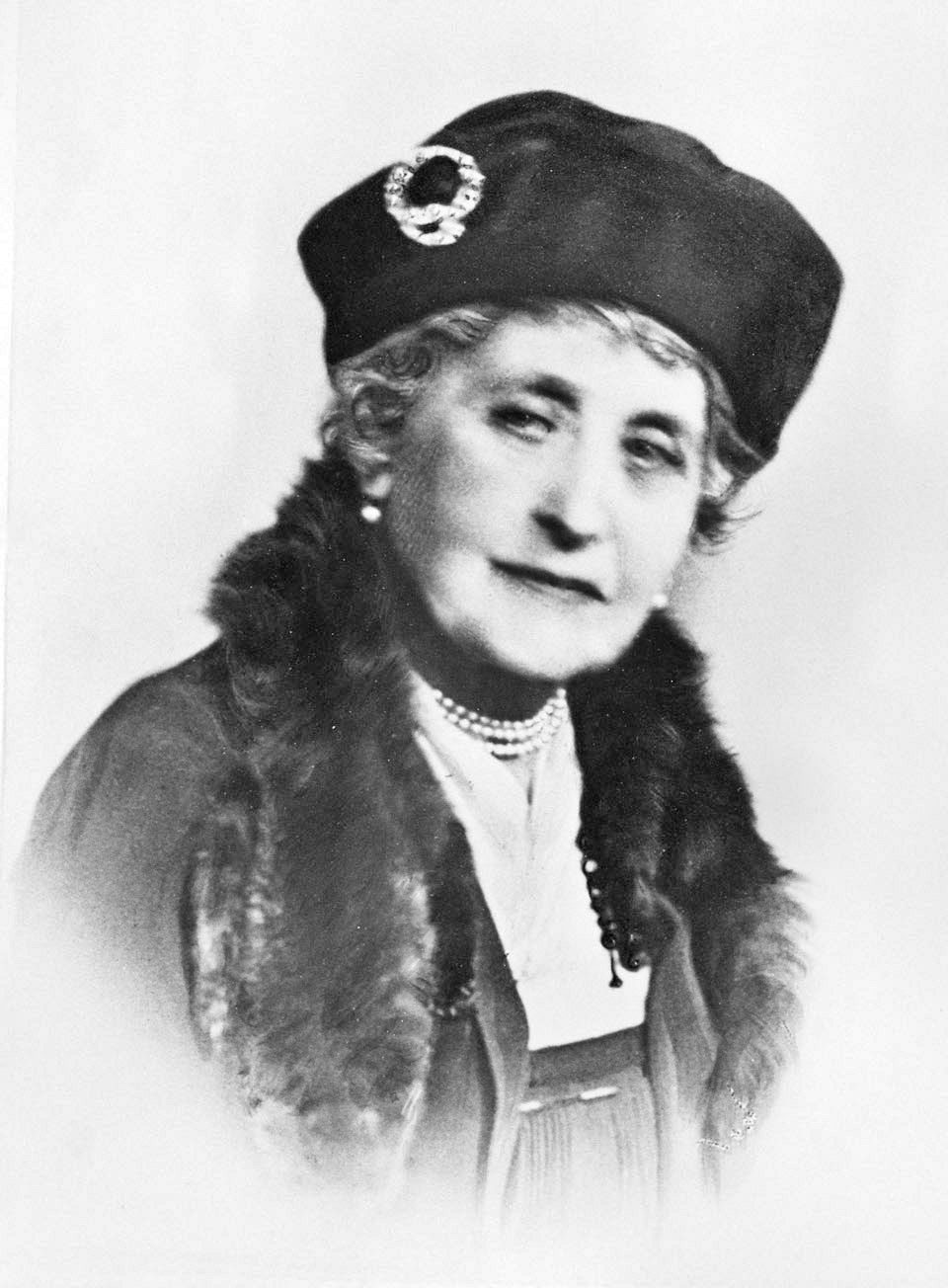
La princesse Louise dans les années 1920.

À la suite de l'avènement du frère d'Édouard, George VI, elle devient trop malade pour se déplacer, et est confinée à Kensington Palace, affectueusement appelé "Auntie Palace" par les princesses Élisabeth et Margaret. La reine Élisabeth II décrira plus tard que Louise et Béatrice parlaient jusqu'à ce qu'elles stupéfient leur public par le débit de leurs paroles. Louise occupe son temps en rédigeant des prières, dont l'une est envoyée à Neville Chamberlain.
Parmi la jeune génération de la famille, les préférés de Louise sont son petit-neveu le prince George, duc de Kent, et son épouse Marina de Grèce. Au couronnement de Georges VI et d'Elizabeth Bowes-Lyon en 1937, Louise prête à la duchesse la traine qu'elle avait elle-même imaginée et portée au couronnement d'Édouard VII et d'Alexandra de Danemark en 1902.
La princesse développe une névrite au bras, une inflammation des nerfs entre les côtes, des évanouissements et une sciatique. Louise meurt à Kensington Palace le matin du 3 décembre 1939 à l'âge de 91 ans, parée du voile qu'elle portait lors de son mariage près de soixante-dix ans plus tôt. Après des funérailles simples, en raison de la guerre, ses restes sont incinérés au crématorium de Golders Green le 8 décembre. Ses cendres sont discrètement déposées dans la crypte royale de la chapelle Saint-Georges de Windsor le 12 décembre, en présence de nombreux membres de la famille royale et de celle des ducs d'Argyll. Ses cendres sont transférées au Royal Burial Ground de Frogmore le 13 mars 1940. Le testament de Louise stipule en effet que si elle mourait en Écosse, elle devrait être inhumée au mausolée des Campbell à Kilmun aux côtés de son mari, et si elle mourait en Angleterre, à Frogmore auprès de ses parents. Son cercueil est porté par huit sous-officiers de son propre régiment, The Argyll and Sutherland Highlanders.

## Pratique artistique

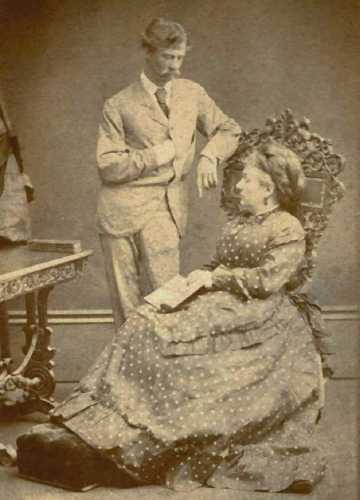
La princesse Louise et Joseph Boehm en 1885.

Louise est la plus talentueuse des filles de la reine Victoria et est une artiste et sculptrice prolifique. Lorsque Louise sculpte une statue de la reine dans sa tenue de couronnement, la presse affirme que son professeur, Sir Joseph Boehm, est le véritable créateur de l'œuvre. Cette affirmation est démentie par les amis de Louise, qui mettent en avant ses efforts et son indépendance. L'œuvre devait être exposée en 1887, mais la production est retardée jusqu'en 1893. Un mémorial à son beau-frère, le prince Henri de Battenberg, et un autre aux soldats coloniaux tombés pendant la Seconde Guerre des Boers sont conservés à l'église de Whippingham sur l'île de Wight. Il existe d'autres représentations de la reine Victoria par Louise, dont une à l'université McGill et une autre sur la façade nord de la cathédrale de Lichfield.

### Sélections de sculptures

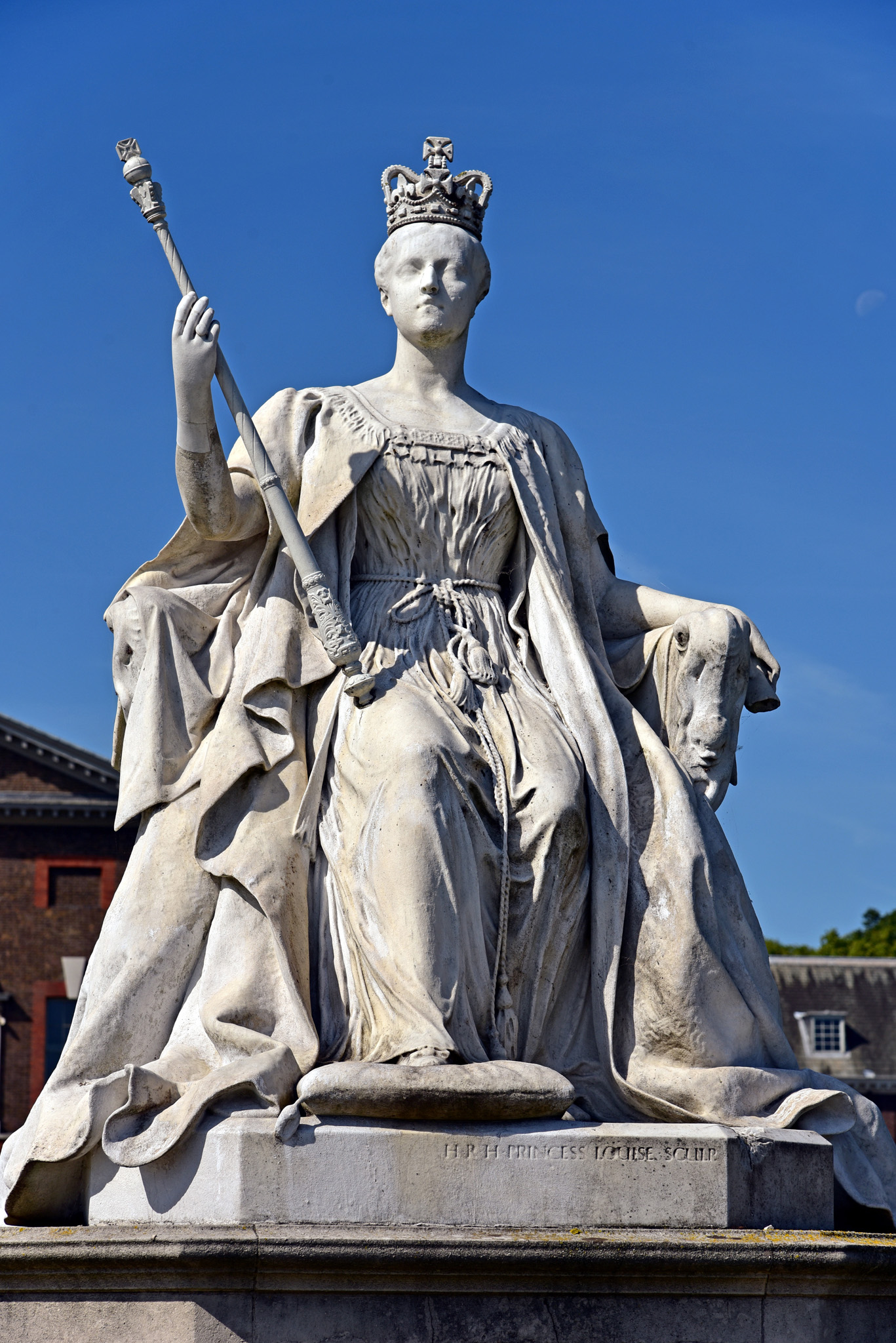
Statue de la reine Victoria réalisée par Louise à Kensington Palace.

- Princess Beatrice, 1864. Marbre, 55.0 x 29.0 x 23.0 cm. Royal Collection Trust, RCIN 53351[75]
- Prince Arthur, 1869. Marbre, 61.5 x 33.0 x 26.0 cm. Royal Collection Trust, RCIN 31662
- Prince Leopold, 1869. Marbre, 43.4 x 29.0 x 19.0 cm. Royal Collection Trust, RCIN 34511[76]
- Queen Victoria, 1887. Bronze, 61.5 x 46 x 41 cm. Leeds Museums and Galleries, Temple Newsam House.
- Self Portrait, n.d. Terracotta, 63.5 cm. National Portrait Gallery, Londres[77]
- Memorial to Mary Ann Thurston au Kensal Green Cemetery

## Hommages
La province canadienne de l’Alberta est nommée en son honneur (elle fait le choix de son dernier prénom en souvenir de son propre père), ainsi que le lac Louise dans les Montagnes Rocheuses, la ville de Louiseville au Québec et le bassin Louise au port de Québec. Louise accorde son nom à quatre régiments canadiens : The Argyll and Sutherland Highlanders of Canada (Princess Louise's), The Princess Louise Dragoon Guards, The 8th Canadian Hussars (Princess Louise's) et The Princess Louise Fusiliers. Un hôpital de guerre à Erskine, en Écosse, porte le nom de Louise car elle est la première marraine de l'unité. Il s'appelle à l'origine Princess Louise Scottish Hospital for Limbless Sailors and Soldiers, avant de devenir Erskine Hospital, puis Erskine.

## Titulature
- 18 mars 1848 - 21 mars 1871 : Son Altesse Royale la princesse Louise
- 21 mars 1871 - 24 avril 1900 : Son Altesse Royale la princesse Louise, marquise de Lorne
- 24 avril 1900 - 3 décembre 1939 : Son Altesse Royale la princesse Louise, duchesse d’Argyll

## Distinctions
- 21 janvier 1865 : Dame de l'ordre royal de Victoria et Albert, première classe [78]
- 8 janvier 1866 : Dame de l'ordre royal de Sainte-Isabelle de Portugal[79]
- 17 juillet 1874 : dame grand-croix de l'ordre de Sainte-Catherine
- 1er janvier 1878 : Dame de l'ordre de la Couronne d'Inde
- 7 août 1885 : Membre de la Royal Red Cross
- 10 février 1904 : ordre de la famille royale d'Édouard VII
- 3 juin 1911 : ordre de la famille royale de George V
- 3 juin 1918 : Dame grand-croix de l'Ordre de l'Empire britannique (GBE)
- 12 juin 1926 : Dame grand-croix du Très vénérable ordre de Saint-Jean
- 11 mai 1937 : Dame grand-croix de l'Ordre royal de Victoria (GCVO)